# Honda Concerto
La Honda Concerto è un'autovettura prodotta dalla casa automobilistica giapponese Honda tra il 1988 e il 1994 che deriva dalla quarta generazione della Honda Civic.

## Descrizione
Disponibile in configurazione due/tre volumi, cioè berlina a 4 porte o Hatchback a 5 porte, la Honda Concerto prende il nome dall'omonima parola per indicare eventi musicali. Fu disegnata principalmente per i gusti della clientela europea, e infatti andò a rimpiazzare sul listino la Honda Ballade, già venduta anche in Europa ma poco apprezzata.

## Produzione su licenza della Rover

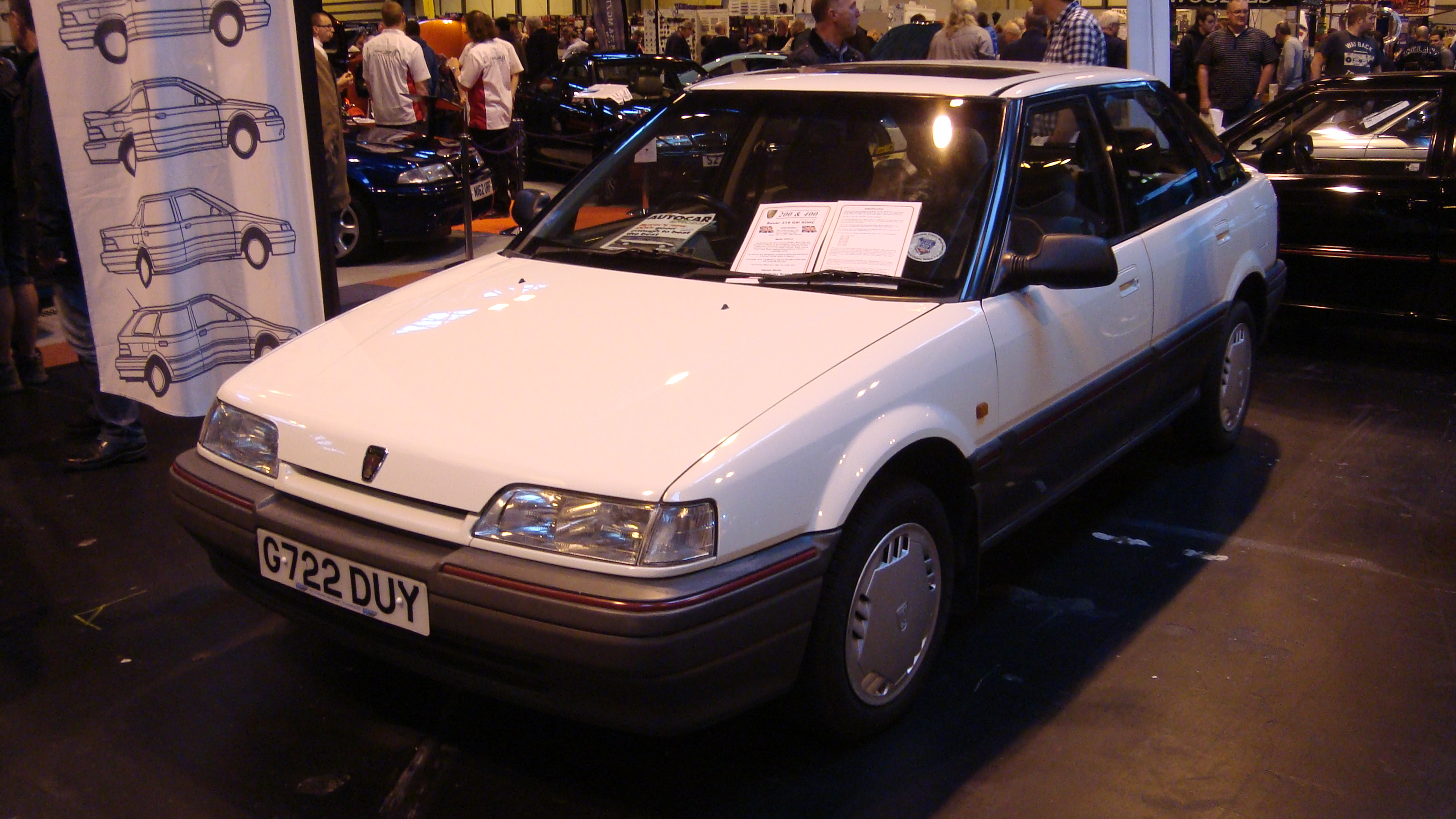
Una Rover Serie 200

Il modello era condiviso con gli inglesi del Gruppo Rover (all'epoca in joint-venture con i nipponici) per la produzione su licenza della serie 200 e della serie 400 per il mercato europeo nello stabilimento di Longbridge con il marchio Rover. La nuova serie 200, basata sulla Concerto a 5 porte, andò a rimpiazzare la vecchia serie 200, basata sul modello Ballade, prodotta dal 1984 al 1988. Quest'ultima, a sua volta, andò a rimpiazzare la Triumph Acclaim per la soppressione dello storico marchio a causa della creazione del Gruppo Austin-Rover che portò ad una radicale ristrutturazione della vecchia British Leyland.
Uguale alla Honda Concerto a 4 porte fu, invece, il Rover serie 400 a partire dal 1990. 
In ogni caso, i due modelli di rover condividevano con la sorella giapponese gran parte dei componenti, compreso il motore; solo la coda e i fanali posteriori furono sviluppati direttamente dalla Rover e differivano un poco da quelli della Honda Concerto. La casa della nave vichinga sviluppò nel 1992 la 200 coupé, montando solamente il motore Honda da 1,6 litri.
Le versioni per il mercato giapponese furono costruite a Suzuka; a questo proposito, le due versioni britanniche e giapponesi avevano sospensioni differenti a seconda dei mercati: in Inghilterra, per l'avantreno, furono montati i MacPherson, mentre in Giappone furono montati dei doppi bracci oscillanti.

## Gamma e motorizzazioni
In Giappone, la vettura fu lanciata nel giugno del 1988, mentre i clienti europei dovettero attendere fino alla fine del 1989. Inoltre, su alcuni mercati europei e in Australia, fu venduta solamente nella versione berlina a 5 porte per evitare un altro flop dovuto alla Integra 5 porte berlina, scarsamente venduta in qualche paese europeo; l'ultima versione delle berlina fu venduta sino al 1993 in molte nazioni, come il Regno Unito, dove le locali serie 200 e 400 erano molto più vendute rispetto alla sorella nipponica.
La gamma motori comprende:
- 1.4 L (Monoalbero con carburatore) con 88 CV DIN (65 kW)
- 1.5 L (Monoalbero, Single Point) con 90 CV DIN (66 kW)
- 1.6 L (Bialbero a carburatore) con 106 CV DIN (80 kW)
- 1.6 L (Monoalbero, Multipoint) con 115 CV DIN (85 kW)
- 1.6 L (Bialbero, iniezione elettronica Multipoint) con 130 CV DIN (96 kW)
- 1.8 L Turbodiesel (di fabbricazione Peugeot), venduto in Francia, Italia, e Portogallo nella versione Rover

In Giappone, come in altri stati asiatici e nei paesi oceanici, era disponibile anche un 1600 Monoalbero con carburatore a doppio corpo, le versioni a trazione integrale era disponibile solo in Giappone, che anticiperà di qualche anno il SUV su base Civic: la CR-V. 
La Concerto fu venduta in tutti i mercati internazionali sulla piattaforma della più celebre Civic: già la 5 porte, rispetto alla Integra, offriva più optional della Civic e si aggiudicò un posto d'onore in quella fetta di mercato. Inoltre, lo stile della Concerto ha dato l'ispirazione per la Honda Ascot.

## Fine della collaborazione con Rover
Nel 1994, la BMW acquistò dalla British Airways il Gruppo Rover; per questo motivo, la casa di Longbridge sciolse la joint venture con la casa giapponese che durava dai tempi della Acclaim e i giapponesi ritirarono dal mercato britannico la Honda Concerto. Fino a quel punto, le due società erano state fuse fino al 20% in parti uguali tra loro e avevano collaborato con questo modello e con molti altri nei vari settori di mercato. In Giappone, la Concerto fu rimpiazzata dalla Honda Domani, che è stata la base per la successiva serie della modello 400 presentata nel 1995, mentre la 5 porte Hatchback e la station wagon della versione Honda Domani fu venduta in Europa solo con il nome Civic.